# Libro di Rut

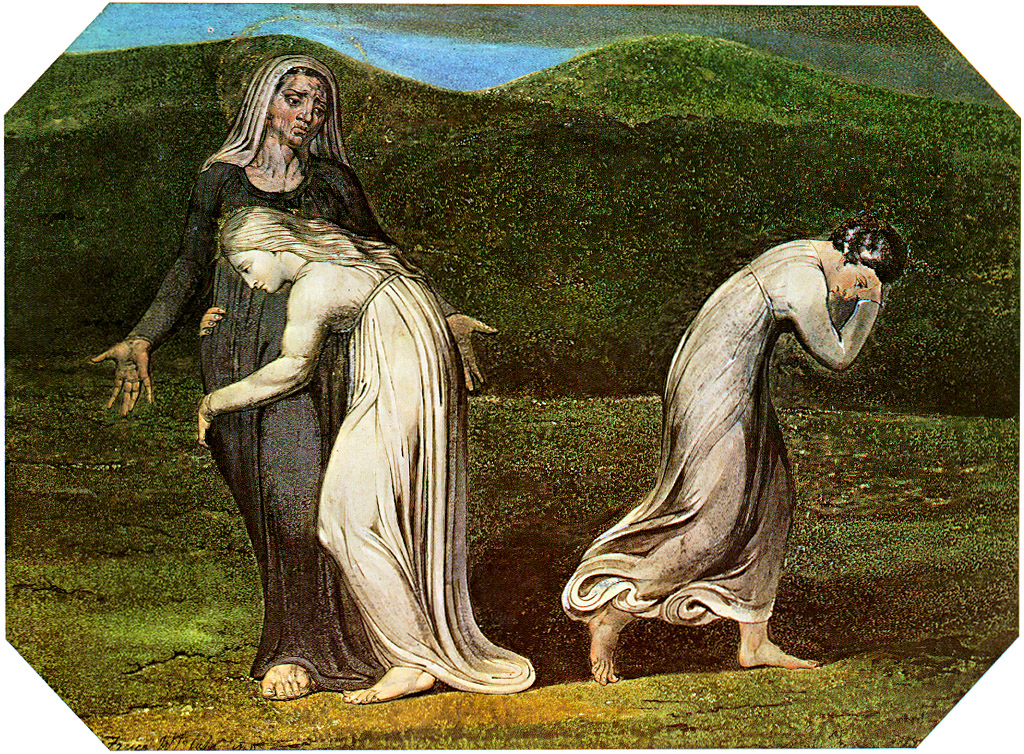
Noemi invita Rut e Orpa a ritornare in terra moabita: dipinto di William Blake, 1795.

Il libro di Rut (in ebraico רות‎?; in greco antico: Ῥουθ?; in latino Rut) è un testo contenuto nella Bibbia ebraica (Tanakh) e cristiana.
È scritto in ebraico e la sua redazione, ad opera di autori ignoti, è collocata dai diversi studiosi tra il V e il II secolo a.C., probabilmente in Giudea.
Il libro di Rut descrive la storia, ambientata nella Giudea del tempo dei Giudici (XI secolo a.C.), della gentile (cioè non ebrea, in quanto moabita) Rut, modello di pietà e bisnonna del futuro re Davide. Rut sposò un ebreo emigrato nel suo Paese, e rimase vedova. A sua volta immigra in terra di Israele, dove incontrò un parente del marito, Booz, che inaspettatamente fu disposto a sposarla per riscattarla da una condizione disperata. Filo conduttore di questi eventi è il fortissimo legame che esiste tra la giovane vedova e sua suocera Noemi (nome trascritto anche come Naomi), a sua volta vedova, un legame che farà sì che le due donne non si separino neanche nel momento più disperato, e che la giovane sacrifichi le sue ultime possibilità di rifarsi una vita nel suo Paese di origine pur di rimanere con l'anziana.

## Contenuto
Diviso in quattro capitoli, il libro biblico narra le vicende di una famiglia di Betlemme (Elimelech, la moglie Noemi, e i figli Maclon e Chilion), che spinta dalla carestia si trasferisce nel paese di Moab. I figli sposano due donne moabite, Rut e Orpa, ma sia Elimelech sia Maclon e Chilion muoiono in terra moabita. Dopo dieci anni, Noemi decide di far ritorno alla sua antica patria: Orpa rimane nella sua terra, mentre Rut decide di seguire la suocera, rinunciando al proprio popolo e ai propri dèi.
Mentre Rut è intenta a spigolare in un campo, viene notata dal proprietario, Booz, un parente di Noemi. Quest'ultima consiglia Rut di indurre Booz a prenderla in moglie («Noemi, sua suocera, le disse: “Figlia mia, non devo io forse cercarti una sistemazione, così che tu sia felice?”», 3,1), cosa che effettivamente avviene dopo che un altro parente, più prossimo rispetto a Booz, ha rinunciato ad averla in sposa.
Rut genererà quindi con Booz un figlio, Obed, che sarà padre di Iesse, che a sua volta sarà padre di Davide.

## Epoca di composizione eSitz im Leben
La vicenda è ambientata all'epoca dei Giudici, in un periodo che in modo molto approssimativo potrebbe collocarsi tra il XIII e l'XI secolo a.C.. Le tribù di Israele, dopo l'esperienza esaltante e fondativa (in questo senso, "mitica") dell'Esodo, tentano di insediarsi nel territorio di quella che sarà la Terra di Israele.
Il testo, però, è stato scritto in un periodo molto successivo all'epoca in cui sono ambientati i fatti narrati. Molto probabilmente la redazione finale del testo è da collocare verso il 200 a.C. (quasi mille anni dopo gli eventi descritti!), anche se non è da escludere che la storia di Rut, la bisnonna del re David, già circolasse nelle tradizioni orali ebraiche.  L'autore conosce già la lezione dei profeti, in particolare di Ezechiele 16, Isaia 54, Osea, etc.
In un contesto in cui il giudaismo era tentato di vedere il rapporto con gli stranieri soltanto come il pericolo di una contaminazione religiosa, il libro di Rut annuncia non solo l'universalità della salvezza, come già avevano fatto i profeti, ma anche il fatto che la salvezza giungerà per Israele proprio attraverso la discendenza di una donna straniera (si tenga presente che si è Ebrei se si è figli di madre ebrea); Rut, infatti, appartiene al popolo di Moab, insieme con Ammòn uno dei due nemici "storici" di Israele (non il nemico assoluto, metafisico, incarnato in Amalèk, con il quale non si può avere nessun contatto, ma due nemici concreti, con cui il popolo doveva fare i conti nella vita quotidiana). Proprio all'epoca della redazione del libro di Rut cominciava a consolidarsi la fede in un Messia, discendente di Davide, che sarebbe venuto per dare salvezza a Israele. Ebbene: questo figlio di Davide è un ebreo che ha in sé il sangue di Moab. Come nel caso di Abramo, la salvezza non dipende dalla carne e dal sangue, ma dalla fede e dall'amore: l'amore di Rut per Noemi, un amore che sceglie la povertà, la fame, la disperazione in cui era precipitata la suocera, diventa un modello per il popolo di Israele.
È chiaro che un racconto del genere era portatore di un messaggio già per i suoi primi lettori (o forse anche ascoltatori, in una fase di trasmissione orale, precedente alla messa per iscritto), degli Ebrei che si interrogavano sulla loro identità nel contesto della diaspora o della difficile ricostruzione postesilica: un solo atto di amore da parte di un membro insignificante di una minoranza disprezzata (una donna, non ebrea, originaria di una famiglia politeista) rappresenta un momento chiave per la pienezza della benedizione futura di Israele.
Noemi sperimenta il dolore, il disincanto: lei, ebrea che si fidava fino in fondo di Dio, arriva ad affermare: «El Shadday (l'Onnipotente), mi ha dato molte amarezze». È interessante notare come in 1,5 Noemi perda addirittura il nome, diventando semplicemente "la donna", dopo avere perduto tutti i maschi della sua famiglia. Ma Noemi saprà osservare, saprà essere spettatrice della "redenzione", della "risurrezione" di Rut, e proprio "osservando" la storia di un'altra persona prenderà atto che si può ancora sperare in Dio. Il "corpo" di Rut viene salvato dalla fame e dalla marginalizzazione, e l'"anima" di Noemi viene salvata dalla disperazione, dal cinismo.
Il racconto è stato scritto in un'epoca in cui si venivano consolidando alcuni istituti sociali volti a tutelare soprattutto l'onore dei maschi (salvaguardare la continuità del nome da trasmettersi attraverso la discendenza) e la proprietà (tutelare una "mitica" assegnazione di ogni parcella della Terra di Israele ad una famiglia ebraica fin dall'epoca dell'arrivo dall'Egitto): tra questi soprattutto il cosiddetto levirato. Era una legge congegnata perché nessuno restasse solo: così una vedova senza figli poteva pretendere di essere sposata dal fratello del defunto, e seguendo gli ordini di parentela praticamente da tutti i suoi famigliari di sesso maschile. Analogamente, nel caso in cui una persona fosse strozzata dai debiti, poteva pretendere che la sua terra venisse acquistata da un parente (del lignaggio maschile), in modo che non cadesse in mano di estranei. Dal punto di vista storico, è possibile che la legge del levirato, e quella del giubileo, siano degli istituti abbastanza utopici, in realtà mai applicati, che tentavano di tradurre nella legislazione un'idea sacra della terra e della storia, in cui tutto è di Dio e tutto viene ricondotto al momento fondante dell'uscita dall'Egitto e della conquista della Terra. È interessante notare, però, come il racconto della vicenda di Rut non sia volto semplicemente a confermare che "questa legge funziona" (una specie di esempio da giurisprudenza), ma sia introdotto anche un elemento inatteso: Booz non è il primo nell'ordine di coloro che hanno il diritto-dovere di sposare Rut (e di comprare i campi di Noemi), ma riesce a convincere il parente più prossimo a rinunciare a suo favore, evidentemente perché è conquistato dalla giovane donna.
Il libro si chiude proprio con la genealogia che illustra l'ascendenza di Davide, una collocazione che conferisce particolare enfasi al tema della discendenza davidica. Questo tema è ritenuto dalla maggior parte degli esegeti come parte originaria e costitutiva del racconto, e non un'aggiunta posteriore. Perché i redattori abbiano sentito la necessità di esporre in modo così puntuale l'ascendenza moabitica della dinastia di Davide è stato diversamente interpretato: alcuni esegeti suppongono che circolassero delle critiche mosse verso l'origine straniera della dinastia dei re di Giuda, e l'esemplare esposizione del negozio giuridico del levirato sarebbe proprio una reazione a queste critiche (proprio per un istituto prescritto dalla Torah il figlio di Rut è considerato discendente di Elimelech e Noemi, e quindi stirpe di Abramo); altri studiosi, invece, interpretano il racconto come una reazione alle riforme volute da Esdra e Neemia dopo l'esilio babilonese, riforme radicalmente contrarie ai matrimoni misti.

## Nella tradizione esegetica ebraica e cristiana
Il libro di Rut fa parte delle cinque megilloth, cinque testi che - secondo l'esegesi tradizionale ebraica - si richiamano l'un l'altro, e quindi hanno bisogno l'uno dell'altro per essere intesi in modo completo. Il libro di Rut parlerebbe così dell'amore tra due persone adulte (Rut e Booz), l'amore del matrimonio, che sa affrontare anche la componente del sacrificio.  Dal momento, poi, che il contesto temporale del racconto è quello della raccolta dei cereali, all'inizio dell'estate, il testo viene letto e commentato nella festa di Shavuot, cinquanta giorni dopo Pesach.
Nella tradizione cristiana il libro di Rut è stato letto spesso nel contesto dell'Avvento:
- per il fatto che Rut, in Mt 1,5[5], è citata come una delle poche donne antenate, secondo la tradizione, di Gesù Cristo,
- per il fatto che i fatti narrati si svolgano a Betlemme, città identificata dall'autore dell'evangelo di Matteo, con il luogo di nascita di Gesù,
- ma soprattutto perché un ruolo centrale è giocato dal goel, il redentore, atteso e cercato in quanto unico che possa risollevare i destini di una storia apparentemente destinata al fallimento.

### Il legame tra Rut e Noemi nel dibattito su religioni e omosessualità
Nel racconto del Libro di Rut avviene tutta una serie di eventi inattesi, in un contesto che sembra disperato: quando ormai quel che rimane della famiglia di Noemi sembra destinato allo scioglimento e al fallimento (e infatti Orpa ritornerà in Moab), inaspettatamente Rut sceglie la fedeltà.  Rut stringe alleanza con Noemi, un'alleanza tra due donne, di età molto diverse, di religioni diverse, di popoli diversi.
Come è accaduto per la relazione tra Davide e Gionatan, anche in questo caso alcuni commentatori contemporanei hanno visto un paradigma di amore omosessuale.

Il testo non dice che l'amore tra le due donne avesse una componente erotica.  È vero però che i versetti 1,16-17 («Rut rispose: 'Non pregarmi di lasciarti, per andarmene via da te; perché dove andrai tu, andrò anch'io; e dove starai tu, io pure starò; il tuo popolo sarà il mio popolo, e il tuo Dio sarà il mio Dio; dove morirai tu, morirò anch'io, e là sarò sepolta. Il Signore mi tratti con il massimo rigore, se altra cosa che la morte mi separerà da te!'») colpiscono per quanto in effetti richiamano l'alleanza matrimoniale.  Questo è un dettaglio notevole e importante, perché in tutta la Bibbia si nota una progressiva tensione a scardinare il linguaggio dell'alleanza in senso militare per sostituirlo con il linguaggio dell'alleanza in senso sponsale, in cui l'amore gioca un ruolo centrale. Lo stesso Booz appare ancora un personaggio molto legato a schemi patriarcali. Sono invece Rut e Noemi a portare una novità di iniziativa e di coraggio, pur negli schemi culturali del tempo (Rut chiede all'uomo di stendere il mantello su di lei: lei stessa vuole divenire "proprietà" del marito).

## Nella cultura di massa
La bellezza poetica e gli aspetti idillici del libro di Rut sono stati ampiamente celebrati nel tempo (per esempio da Herder e Goethe).

### Film
- La storia di Ruth, del 1960 di Henry Koster.